# 국가총동원법
국가총동원법(國家總動員法, 일본어: 国家総動員法, 영어: State General Mobilization Law, National Mobilization Law)은 1938년 (쇼와 13년) 제1차 고노에 내각에 의해 제73 제국의회에 제출돼 통과됐으며 같은 해 4월 1일 공포, 5월 5일 시행된 법률. 중일전쟁 장기화에 따른 국가총력전 수행을 위해 국가의 모든 인적 물적 자원을 정부가 통제해 운용할 수 있다는 취지를 규정한 것. 이 법은 일본 본토(내지)에 시행된 후 국가총동원법을 조선, 대만 및 가라후토에 시행하는 건 국가총동원법에 의거한 칙령 제316호에 따라 한반도에도 시행되었다.

## 개요
1938년 4월 공포하여 같은 해 5월부터 시행한 일본의 전시통제법으로 중일 전쟁을 일으킨 일본이 전쟁에 전력을 집중하기 위해 인적, 물적 자원을 마음대로 동원, 통제할 목적으로 만든 법이다. 이 법에 의해 전시에는 노동력, 물자, 자금, 시설, 사업, 물가, 출판 등을 완전 통제하고, 평상시에는 직업능력 조사, 기능자 양성, 물자 비축 등을 명령했다. 이 법은 일본 본토는 물론, 남양청을 제외한 모든 일본 영토에서 시행되었다. 이 법은 패망한 이후 1946년 4월 1일에서야 완전히 폐지되었다.

### 주요 내용
- 제1조. 국가총동원이란 전시(전시에 준할 경우도 포함)에 국방목적을 달성하기 위해 국가의 전력을 가장 유효하게 발휘하도록 인적 및 물적 자원을 운용하는 것을 말한다.

- 제4조. 정부는 전시에 국가총동원상 필요할 때는 칙령이 정하는 바에 따라 제국신민을 징용하여 총동원 업무에 종사하게 할 수 있다. 단 병역법의 적용을 방해하지 않는다.

- 제7조. 정부는 전시에 국가총동원상 필요할 때는 칙령이 정하는 바에 따라 노동쟁의의 예방 혹은 해결에 관하여 필요한 명령을 내리거나 작업소의 폐쇄, 작업 혹은 노무의 중지, 기타의 노동 쟁의에 관한 행위의 제한 혹은 금지를 행할 수 있다.

- 제14조. 정부는 전시에 국가총동원상 필요할 때는 칙령이 정하는 바에 따라 물자의 생산, 수리, 배급 양도기타의 처분, 사용, 소비, 소지 및 이동에 관하여 필요한 명령을 내릴 수 있다.

- 제20조. 정부는 전시에 국가총동원상 필요할 때는 칙령이 정하는 바에 따라 신문지, 기타 출판물의 게재에 대하여 제한 또는 금지를 행할 수 있다.

## 같이 보기
- 일제강점기
- 민족말살통치기 (1931년 ~ 1945년)
- 황국신민서사